# Nam Khê (phường)
Nam Khê là một phường thuộc thành phố Uông Bí, tỉnh Quảng Ninh, Việt Nam.
Phường Nam Khê có diện tích 9,1 km², dân số năm 1999 là 4873 người, mật độ dân số đạt 535 người/km².